# Hôtel de Condé
Hôtel de Condé byl městský palác v Paříži v 6. obvodu. Palác byl zbořen na konci 18. století.

## Poloha
Palác a jeho zahrada zabíraly oblast mezi ulicemi Rue de Condé, Rue de Vaugirard, Rue Monsieur-Le-Prince a Carrefour de l'Odéon v 6. obvodu, tedy v prostoru poblíž Théâtre de l'Odéon.

## Historie
Původně si zde palác nechal v letech 1582–1583 postavit Jérôme de Gondi (1550–1604), věrný panoš Kateřiny Medicejské. Rodina Gondi se do paláce nastěhovala v roce 1586. V letech 1603–1604 byla zřízena velká zahrada s oranžerií. Po společenském vzestupu díky ochraně královny se rodina dostala do finančních potíží a v letech 1609–1612 musel Jean-Baptiste II. de Gondi prodat své pařížské nemovitosti. Palác v roce 1610 darovala Marie Medicejská Jindřichovi II. Bourbon-Condé jako odměnu za to, že souhlasil se svatbou s Šarlotou Markétou de Montmorency. Palác byl novými majiteli z velké části přestavěn. Na úpravách se  v roce 1641 podílel i Jacques Lemercier.
Když princ Condé v roce 1646 zemřel, jeho vdova se ujala velkého projektu, který svěřila Françoisovi Mansartovi. Ten realizoval přístavbu pro velké dvojité apartmány. Jednalo se o pavilon postavený mezi dvěma zahradami umístěný téměř uprostřed pozemku a umožňující propojení všech rozptýlených objektů. François Mansart zasáhl do výstavby podruhé v letech 1664–1665. Šlo o rozšíření tohoto pavilonu a o přeměnu knížecího bytu s částečnou přestavbou nároží. Na této stavbě spolupracoval Jacques Gabriel (1630–1686). Koncepce paláce se nezměnila až do jeho zboření.
Hôtel de Condé tvořil rozsáhlou skupinu budov s křídly oddělenými úzkými vnitřními nádvořími, ale z hlavní budovy byl výhled na rozlehlou zahradu ve francouzském stylu oddělenou mříží od čestného nádvoří, a která se vedla ve třech navazujících terasách k Rue de Vaugirard proti Lucemburskému paláci.
V paláci se 2. června 1740 narodil markýz de Sade, neboť v paláci bydlela jeho matka Marie-Éléonore de Maillé de Carman jako „doprovodkyně“ a příbuzná kněžny Condé.
Rod Condé v roce 1764 přesídlil do Bourbonského paláce a Ludvík XV. koupil tyto pozemky a zahrady v roce 1770. V roce 1778 nabídl Ludvík XVI. svému bratrovi, hraběti z Provence, Lucemburský palác a Hôtel de Condé. V roce 1779 se Hôtel de Condé stal předmětem realitní spekulace. Pozemky byly rozděleny ulicemi a rozparcelovány. Rue de l'Odéon, která byla první ulice v Paříži s chodníky, byla otevřena uprostřed paláce ve stejné době, kdy se stavělo nové divadlo Théâtre-Français. To bylo slavnostně otevřeno v roce 1782 a v roce 1807 změnilo svůj název na Théâtre de l'Odéon.